# 희안
희안(姬安, ? ~ 기원전 24년)은 전한 말기의 제후로, 주나라 왕실의 후손이다.

## 생애
건소 3년(기원전 36년), 아버지 희연년의 뒤를 이어 주승휴후(周承休侯)에 봉해졌다.
주승휴질후 13년(기원전 24년)에 죽어 시호를 질이라 하였고, 아들 희세가 작위를 이었다.

## 출전
- 반고, 《한서》 권18 외척은택후표